# Niszczyciele typu Halland
Niszczyciele typu Halland – typ szwedzkich niszczycieli zbudowanych w latach 50. i pozostających w służbie do lat 80. XX wieku. Dwa okręty zmodyfikowanego projektu zostały także zbudowane dla marynarki wojennej Kolumbii.

## Okręty dla Szwecji
Projekt nowych niszczycieli dla szwedzkiej marynarki wojennej powstał pod koniec lat 40. XX wieku. Wzorcem dla projektantów były wcześniejsze szwedzkie okręty typu Öland i brytyjskie niszczyciele typu Battle. We wrześniu 1949 roku dwie stocznie w Göteborgu (Götaverken AB i Eriksberg Mekaniska Verkstad AB) otrzymały kontrakty na budowę dwóch okrętów, które otrzymały nazwy pochodzące od szwedzkich krain: „Halland” i „Småland”. Stępkę pod oba niszczyciele położono w 1951 roku. Do służby weszły odpowiednio w 1955 i 1956 roku.
W 1955 roku zapadła decyzja o budowie kolejnej pary niszczycieli, dla których przewidziano nazwy „Lappland” i „Värmland”, ale zamówienie to zostało anulowane w 1958 roku. 
W latach 60. „Halland” i „Småland” zostały zmodernizowane, uzyskując wyrzutnię przeciwokrętowych pocisków rakietowych typu Rb 08. Została ona zainstalowana za rufowym kominem, z magazynem pocisków ulokowanym bezpośrednio pod nią.

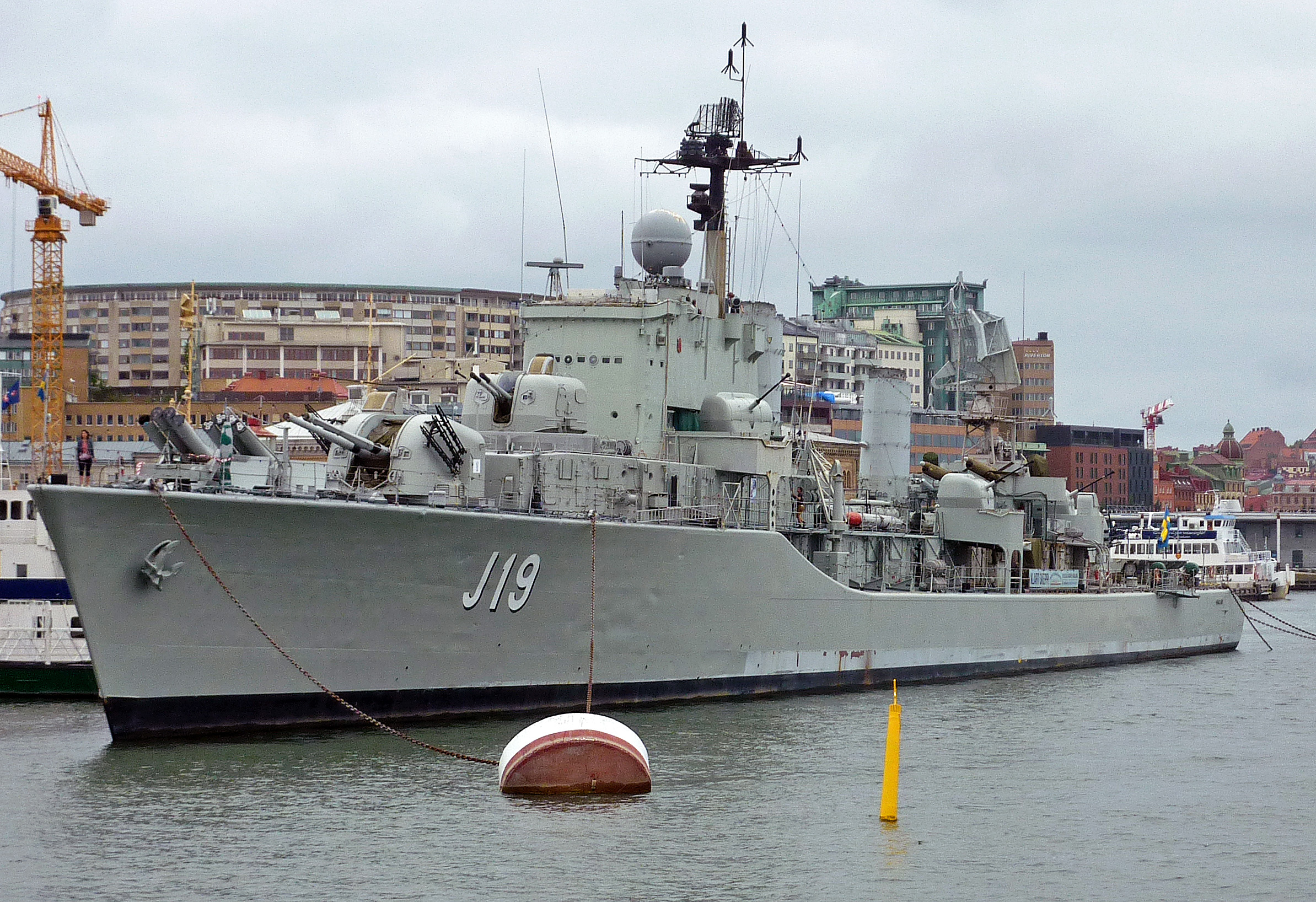
„Småland” jako okręt muzeum

"Halland” został wycofany ze służby czynnej w październiku 1982 roku, będąc ostatnim niszczycielem w składzie szwedzkiej marynarki wojennej (nowsze niszczyciele typu Östergötland wyszły z linii kilka miesięcy wcześniej). Wycofany w 1979 roku „Småland” został po skreśleniu z listy floty w 1987 roku przekształcony w okręt-muzeum w Centrum Morskim w Göteborgu (Göteborgs Maritima Centrum).
- „Halland” (numer burtowy J18) – wodowany 16 lipca 1952, w służbie od 8 czerwca 1955. Wycofany ze służby 1 października 1982, oficjalnie skreślony z listy floty 1 lipca 1985, został sprzedany na złom do Hiszpanii i złomowany w Santanderze w 1988
- „Småland” (J19) – wodowany 23 października 1952, w służbie od 21 stycznia 1956 do 1979 roku[2]

## Okręty dla Kolumbii
W sierpniu 1954 roku stocznie Götaverken AB i Kockums w Malmö podpisały z rządem Kolumbii kontrakt na budowę dwóch niszczycieli zmodernizowanego typu Halland. Modyfikacje polegały na zastąpieniu dział kal. 57 mm przez trzecią podwójną wieżę dział kal. 120 mm, zmniejszeniu liczby wyrzutni torped do czterech oraz zainstalowaniu innego zestawu wyposażenia radioelektronicznego.
Obydwa okręty zostały przekazane marynarce wojennej Kolumbii w 1958 roku. Były tam klasyfikowane jako typ Veinte de Julio i pozostawały w służbie aż do lat 80. XX wieku. „Siete de Agosto” przeszedł w 1975 roku modernizację w Stanach Zjednoczonych.
- „Veinte de Julio” (D 05) – wodowany 26 czerwca 1956, w służbie w latach 1958–1986
- „Siete de Agosto” (D 06) – wodowany 19 czerwca 1956, w służbie w latach 1958–1984[3]